# Salvorev-Kopparstenarna
Salvorev-Kopparstenarna är ett marint naturreservat, bildat 1987, som omfattar grunden kring Gotska Sandön de norr om, Kopparstenarna, och de söder därom, Salvorev.
Området är 62 000 hektar stort. Reservatet består av hav och sandbankar.